# Gerichtsbezirk Oberpullendorf
Der Gerichtsbezirk Oberpullendorf ist ein dem Bezirksgericht Oberpullendorf unterstehender Gerichtsbezirk im Burgenland. Der Gerichtsbezirk Oberpullendorf umfasst den gesamten politischen Bezirk Oberpullendorf.

## Geschichte
Der Gerichtsbezirk Oberpullendorf war bis zum Ende des Ersten Weltkriegs ein Teil der transleithanischen Reichshälfte und Teil des Königreichs Ungarn. Oberpullendorf diente dabei als Sitz eines Stuhlrichters im Komitat Ödenburg. Nach dem Ersten Weltkrieg wurde das Burgenland (zuvor Deutsch-Westungarn) 1919 im Vertrag von Saint-Germain Österreich zugeschlagen, Ungarn musste sich im Vertrag von Trianon 1920 dazu verpflichten, es abzutreten. Am 5. Dezember 1921 wurde das Burgenland von Ungarn an Österreich offiziell übergeben, woraufhin die heutige Gerichts- und Bezirksverwaltung eingeführt wurde. Oberpullendorf wurde gleichzeitig Sitz der Bezirkshauptmannschaft und des Bezirksgerichts Oberpullendorf. Der Gerichtsbezirk Oberpullendorf blieb in der Folge unverändert deckungsgleich mit dem politischen Bezirk.

## Gerichtssprengel
Der Gerichtssprengel Oberpullendorf umfasst alle 28 Gemeinden des politischen Bezirks Oberpullendorf.
Einwohnerzahlen in Klammern, Stand: 1. Jänner 2024

### Städte
- Oberpullendorf (3.327)

### Marktgemeinden
- Deutschkreutz (3.166)
- Draßmarkt (1.372)
- Horitschon (1.842)
- Kobersdorf (1.871)
- Lackenbach (1.155)
- Lockenhaus (2.058)
- Lutzmannsburg (837)
- Markt Sankt Martin (1.282)
- Neckenmarkt (1.681)
- Raiding (903)
- Steinberg-Dörfl (1.315)
- Stoob (1.366)
- Unterfrauenhaid (646)
- Weppersdorf (1.900)

### Gemeinden
- Frankenau-Unterpullendorf (1.108)
- Großwarasdorf (1.357)
- Kaisersdorf (603)
- Lackendorf (601)
- Mannersdorf an der Rabnitz (1.782)
- Neutal (1.114)
- Nikitsch (1.406)
- Oberloisdorf (795)
- Pilgersdorf (1.577)
- Piringsdorf (832)
- Ritzing (926)
- Unterrabnitz-Schwendgraben (632)
- Weingraben (353)